# La Mothe-Saint-Héray

La Mothe-Saint-Héray este o comună în departamentul Deux-Sèvres, Franța. În 2009 avea o populație de 1,806 de locuitori.